# Wallenhorst
Wallenhorst är en kommun nordväst om Osnabrück i Landkreis Osnabrück i Niedersachsen, Tyskland. De tidigare kommunerna Hollage, Lechtingen och Rulle uppgick i Wallenhorst 1 juli 1972.. Wallenhorst ligger efter motorvägen A1. 